# 柞岗镇
柞岗镇，是中华人民共和国黑龙江省绥化市青冈县下辖的一个镇。
2013年1月18日，黑龙江省民政厅批复同意撤销柞岗乡，设立柞岗镇。

## 行政区划
柞岗镇下辖以下地区：
拥政满族村、繁荣村、向东村、太阳村、黎明村、奋斗村、建国村、卫国村、红升村、治安村、富强村、革新村和爱民村。